# 2D Fighter Maker 2002
2D Fighter Maker 2002 è un programma giapponese, noto in occidente prevalentemente con questo nome, ma anche talvolta come 2D Fighter Maker 2nd o con abbreviazioni del tipo fm2002, 2dfm, fm, fm2k, fm2k2, mentre in oriente con il nome di 2D Kakutou Tsukuru 2nd Round, 2dk2nd, 2dfm o kgt2nd.

## Descrizione
È stato dapprima tradotto in inglese dall'americano Proof58 e qualche tempo dopo in lingua italiana dal traduttore Destiny. Esso permette di creare giochi picchiaduro su piattaforma 2D, nello stile dei giochi commerciali, tra i quali ricordiamo: Street Fighter, The King of Fighters, Guilty Gear, Mortal Kombat, ecc.

## Informazioni sull'uso
Questo programma possiede una interfaccia user friendly, molto intuitiva e facile da usare e non richiede la conoscenza di alcun linguaggio di programmazione (linguaggio C, C++, Visual Basic, ecc), ma tutto è gestito mediante l'interfaccia grafica dove è possibile organizzare i vari aspetti del gioco o di parti di esso (un po' come nel noto RPG Maker).

## Definizione di Maker
Il Maker è una applicazione wizard che permette di eseguire e/o gestire altre parti di essa.

## Potenzialità
È possibile creare video games con svariati personaggi di ogni tipo, con oggetti che seguono il movimento del personaggio.
Inoltre è possibile creare personaggi che fungono da schermate aggiuntive, bonus, personaggi nascosti, modalità aggiuntive (training, survival), sistemi per il punteggio (score system).
Riguardo al sistema di gioco questa parte, come le altre, è completamente personalizzabile: le aree della vita, della potenza e i messaggi.
Si possono creare scenari a più livelli ed è possibile anche variarne l'altezza e la lunghezza. Infine anche le schermate (demo) possono essere personalizzate per scopi diversi come ad esempio una schermata di ranking in cui sono visualizzati i nomi dei giocatori che hanno raggiunto il punteggio più alto, ecc.

## Formati supportati
I formati supportati dal programma sono: il formato bmp per le immagini, che devono essere a 256 colori (8bit). Altra peculiarità del programma è la possibilità di usare più tavolozze di colori (palettes) e quindi di assegnare a più immagini tavolozze diverse in cui inserire le informazioni inerenti alla quantità e al tipo di colori usati. Si possono usare fino a 5 tavolozze di colori per ogni personaggio o altro aspetto del gioco.
Per quanto riguarda l'audio i formati supportati sono il WAV, il midi e il supporto CD.
Infine i file creati dal programma sono in formato player per i personaggi, stage per gli scenari, demo per le schermate e kgt per il sistema (dal nome giapponese del programma).

## Modalità di gioco di base
Le modalità di gioco di base sono: 1P VS CPU - 1P VS 2P - 1P/3P VS 2P/4P + sessioni aggiuntive di Training (allenamento) - Survival (sopravvivenza, cioè una vita singola per tutto il gioco) - Altro; le modalità sono attivabili in funzione del progetto che si sta sviluppando.

## Sicurezza on-line
I file creati dal 2D Fighter Maker 2002 sono ben protetti perché tutte le informazioni riguardanti la programmazione, le immagini, i suoni vengono compressi, crittografati e archiviati in un unico file. Inoltre è anche possibile impedire la lettura dei file se nell'editor si spunta l'opzione Impedisci la lettura di questo gioco.